# 1976年イギリスグランプリ
1976年イギリスグランプリ (XXIX John Player British Grand Prix) は、1976年のF1世界選手権第9戦として、1976年7月18日にブランズ・ハッチで開催された。

## 解説
7月5日にジェームス・ハント（マクラーレン）のスペインGPでの失格が取り消され、ドライバーズランキングのポイントはニキ・ラウダ（フェラーリ）が52、ハントが26という結果になった。

## 予選

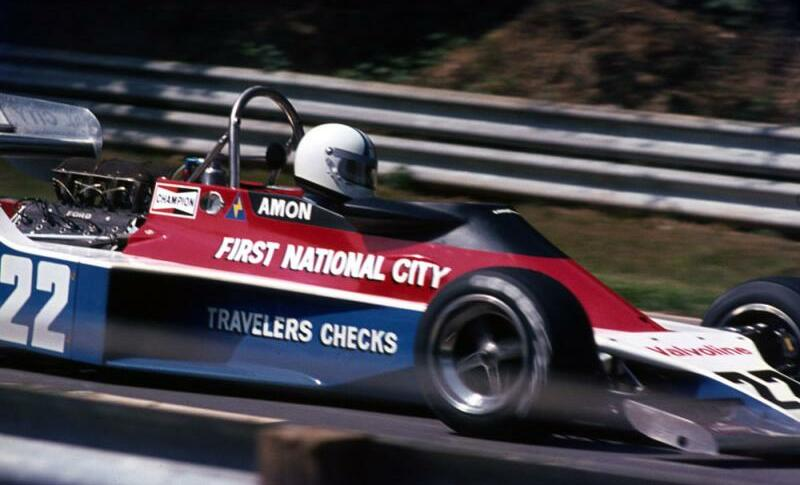
予選6位を記録したエンサインのクリス・エイモン

新車312T2-4を持ち込んだラウダがポールポジションを獲得、2番手にはハントが続いた。クリス・エイモンが非力なエンサインで6位と健闘した。また、元アルペンスキー選手の女性ドライバー、ディビナ・ガリカがF1レースに初めてエントリー。しかし、もう1人の女性ドライバー、レラ・ロンバルディと同様に予選落ちした。

### 予選結果
| 順位  | No | ドライバー                     | コンストラクター               | タイム  | タイム差 |
| ----- | -- | ------------------------------ | ------------------------------ | ------- | -------- |
| 1     | 1  | ニキ・ラウダ                   | フェラーリ                     | 1:19.35 | -        |
| 2     | 11 | ジェームス・ハント             | マクラーレン・フォード         | 1:19.41 | + 0.06   |
| 3     | 5  | マリオ・アンドレッティ         | ロータス・フォード             | 1:19.76 | + 0.41   |
| 4     | 2  | クレイ・レガツォーニ           | フェラーリ                     | 1:20.05 | + 0.70   |
| 5     | 4  | パトリック・デパイユ           | ティレル・フォード             | 1.20.15 | + 0.80   |
| 6     | 22 | クリス・エイモン               | エンサイン・フォード           | 1:20.27 | + 0.92   |
| 7     | 10 | ロニー・ピーターソン           | マーチ・フォード               | 1:20.29 | + 0.94   |
| 8     | 3  | ジョディー・シェクター         | ティレル・フォード             | 1:20.31 | + 0.96   |
| 9     | 35 | アルトゥーロ・メルツァリオ     | マーチ・フォード               | 1:20.32 | + 0.97   |
| 10    | 9  | ヴィットリオ・ブランビラ       | マーチ・フォード               | 1:20.36 | + 1.01   |
| 11    | 28 | ジョン・ワトソン               | ペンスキー・フォード           | 1:20.41 | + 1.06   |
| 12    | 12 | ヨッヘン・マス                 | マクラーレン・フォード         | 1:20.61 | + 1.26   |
| 13    | 26 | ジャック・ラフィット           | リジェ・マトラ                 | 1:20.67 | + 1.32   |
| 14    | 6  | グンナー・ニルソン             | ロータス・フォード             | 1:20.67 | + 1.32   |
| 15    | 7  | カルロス・ロイテマン           | ブラバム・アルファロメオ       | 1:20.99 | + 1.64   |
| 16    | 8  | カルロス・パーチェ             | ブラバム・アルファロメオ       | 1:21.03 | + 1.68   |
| 17    | 34 | ハンス＝ヨアヒム・スタック     | マーチ・フォード               | 1:21.20 | + 1.85   |
| 18    | 18 | ブレット・ランガー             | サーティース・フォード         | 1:21.30 | + 1.95   |
| 19    | 19 | アラン・ジョーンズ             | サーティース・フォード         | 1:21.42 | + 2.07   |
| 20    | 16 | トム・プライス                 | シャドウ・フォード             | 1:21.84 | + 2.49   |
| 21    | 30 | エマーソン・フィッティパルディ | フィッティパルディ・フォード   | 1:22.06 | + 2.71   |
| 22    | 32 | ボブ・エバンス                 | ブラバム・フォード             | 1:22.47 | + 3.12   |
| 23    | 17 | ジャン＝ピエール・ジャリエ     | シャドウ・フォード             | 1:22.72 | + 3.37   |
| 24    | 24 | ハラルド・アートル             | ヘスケス・フォード             | 1:22.75 | + 3.40   |
| 25    | 25 | ガイ・エドワーズ               | ヘスケス・フォード             | 1:22.76 | + 3.41   |
| 26    | 38 | アンリ・ペスカロロ             | サーティース・フォード         | 1:22.76 | + 3.41   |
| 27    | 20 | ジャッキー・イクス             | ウルフ・ウィリアムズ・フォード | 1:23.32 | + 3.97   |
| 28    | 13 | ディビナ・ガリカ               | サーティース・フォード         | 1:25.24 | + 5.89   |
| 29    | 40 | マイク・ワイルズ               | シャドウ・フォード             | 1:25.66 | + 6.31   |
| 30    | 33 | レラ・ロンバルディ             | ブラバム・フォード             | 1:27.08 | + 7.73   |
| 出典: |    |                                |                                |         |          |

## 決勝

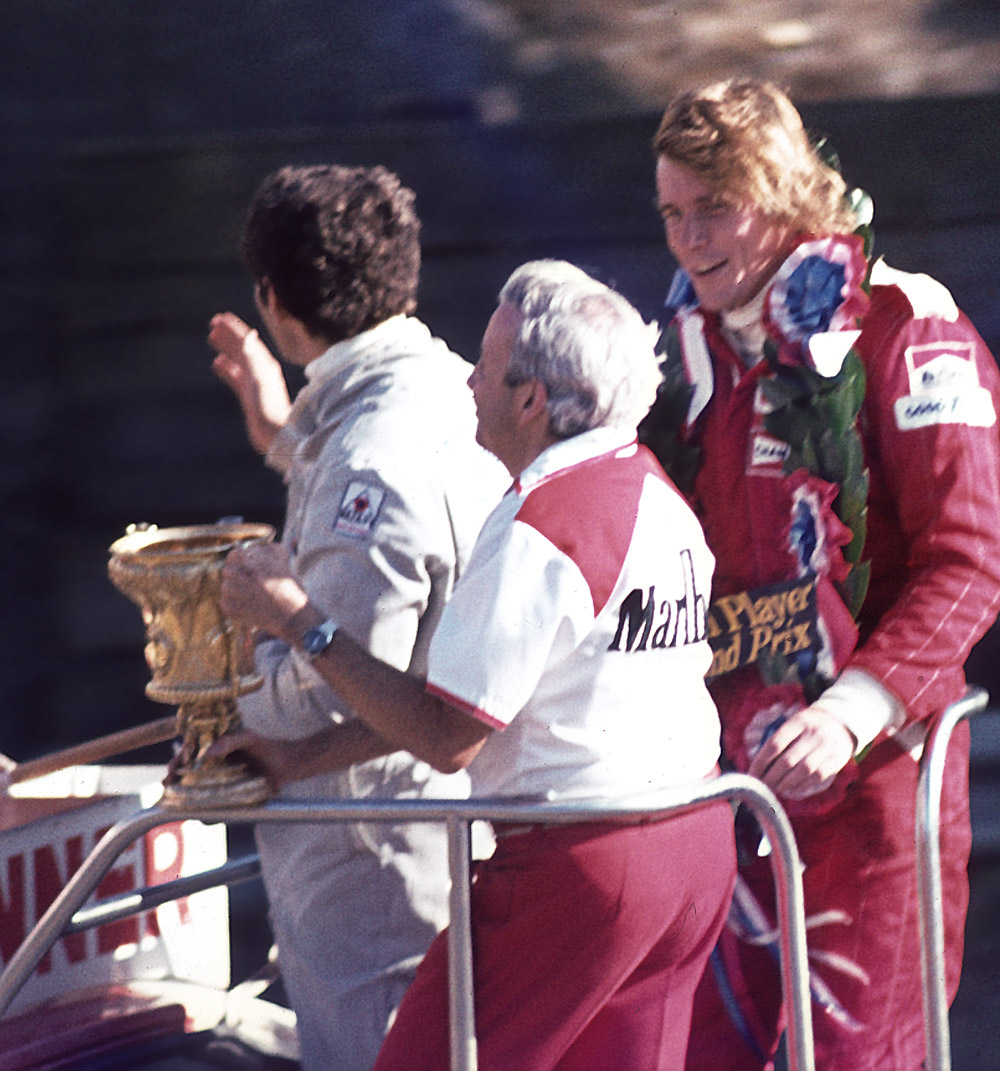
レース終了後、一旦優勝とされたジェームス・ハント（右）

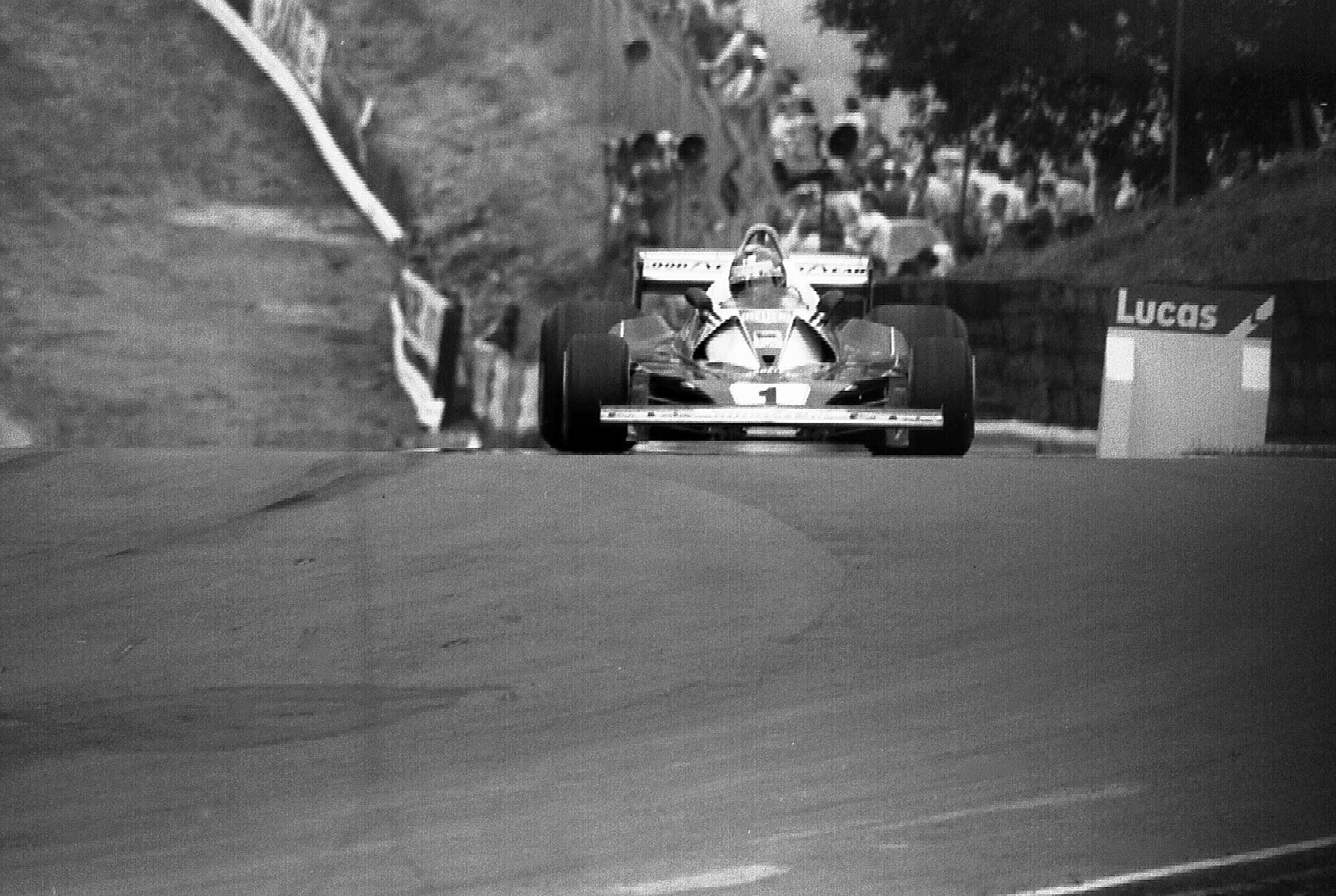
優勝したニキ・ラウダ

スタート後ラウダがトップに立ち、予選4位のクレイ・レガツォーニ（フェラーリ）がハントを抜いて2位につけたが、その直後の1コーナー"パドックヒル・ベンド"でラウダに接触してスピン。それにハントが乗り上げ、さらにジャック・ラフィット（リジェ）とエイモンも巻き込まれた。ラウダとエイモンはそのまま走り続けたが、ラフィットのマシンはその場で止まってしまい、レガツォーニとサスペンションを痛めたハントはピットに戻った。この事故のため1周目が終了したところで赤旗中断され、この結果、赤旗が提示された時点で1周目を終了したドライバーに再出走の権利が認められることになった。これに照らし合わせると、1周できなかったハント・レガツォーニ・ラフィットの出走は認められないことになるが、ハントは中断中に修理されたM23で、レガツォーニとラフィットはスペアカーを持ち出してグリッドに付いていた。そのためこの3人に再出走の権利があるか問題となったが、地元のドライバーであるハントが出走できなくなることに観客からブーイングが発生、協議の末赤旗が出された時点で走ることが可能だったとしてハントの出走を認め、それに付随する形でレガツォーニとラフィットの出走も許可された。
1時間後、1周目からやり直す形でレースが再開。ラウダが首位を独走しハントがそれを追う展開が続き、45周目にハントがラウダを抜いてそのままゴール。優勝ということになったが、レース終了後にフェラーリ・ティレル・フィッティパルディの3チームからハントの出走の権利に関して抗議が行われた（その後、ティレルとフィッティパルディは抗議を取り下げている）。この抗議は却下されたが、マネージャーのダニエル・オーデットは国際自動車連盟（FIA）に対し再度抗議を申し入れた。その結果、9月24日になってハントの出走は認められないとして失格処分がなされ（資料によってはリタイヤしたレガツォーニとラフィットも失格処分となっている）その結果順位が繰り上がり、優勝はラウダ、2位ジョディー・シェクター、3位ジョン・ワトソンとなった。

### 決勝結果
| 順位 | No | ドライバー                     | コンストラクター               | 周回 | タイム         | グリッド | ポイント |
| ---- | -- | ------------------------------ | ------------------------------ | ---- | -------------- | -------- | -------- |
| 1    | 1  | ニキ・ラウダ                   | フェラーリ                     | 76   | 1:44:19.66     | 1        | 9        |
| 2    | 3  | ジョディー・シェクター         | ティレル・フォード             | 76   | + 16.18        | 8        | 6        |
| 3    | 28 | ジョン・ワトソン               | ペンスキー・フォード           | 75   | + 1 Lap        | 11       | 4        |
| 4    | 16 | トム・プライス                 | シャドウ・フォード             | 75   | + 1 Lap        | 20       | 3        |
| 5    | 19 | アラン・ジョーンズ             | サーティース・フォード         | 75   | + 1 Lap        | 19       | 2        |
| 6    | 30 | エマーソン・フィッティパルディ | フィッティパルディ・フォード   | 74   | + 2 Laps       | 21       | 1        |
| 7    | 24 | ハラルド・アートル             | ヘスケス・フォード             | 73   | + 3 Laps       | 23       |          |
| 8    | 8  | カルロス・パーチェ             | ブラバム・アルファロメオ       | 73   | + 3 Laps       | 16       |          |
| 9    | 17 | ジャン＝ピエール・ジャリエ     | シャドウ・フォード             | 70   | + 6 Laps       | 24       |          |
| DSQ  | 11 | ジェームス・ハント             | マクラーレン・フォード         | 76   | 失格           | 2        |          |
| Ret  | 6  | グンナー・ニルソン             | ロータス・フォード             | 67   | エンジン       | 14       |          |
| Ret  | 10 | ロニー・ピーターソン           | マーチ・フォード               | 60   | 燃料系         | 7        |          |
| Ret  | 18 | ブレット・ランガー             | サーティース・フォード         | 55   | ギヤボックス   | 18       |          |
| Ret  | 4  | パトリック・デパイユ           | ティレル・フォード             | 47   | エンジン       | 5        |          |
| Ret  | 7  | カルロス・ロイテマン           | ブラバム・アルファロメオ       | 46   | 油圧系         | 15       |          |
| Ret  | 35 | アルトゥーロ・メルツァリオ     | マーチ・フォード               | 39   | エンジン       | 9        |          |
| Ret  | 2  | クレイ・レガツォーニ           | フェラーリ                     | 36   | エンジン       | 4        |          |
| Ret  | 26 | ジャック・ラフィット           | リジェ・マトラ                 | 31   | サスペンション | 13       |          |
| Ret  | 32 | ボブ・エバンス                 | ブラバム・フォード             | 24   | ギヤボックス   | 22       |          |
| Ret  | 9  | ヴィットリオ・ブランビラ       | マーチ・フォード               | 22   | アクシデント   | 10       |          |
| Ret  | 38 | アンリ・ペスカロロ             | サーティース・フォード         | 16   | 燃料系         | 26       |          |
| Ret  | 22 | クリス・エイモン               | エンサイン・フォード           | 8    | 水漏れ         | 6        |          |
| Ret  | 5  | マリオ・アンドレッティ         | ロータス・フォード             | 4    | エンジン       | 3        |          |
| Ret  | 12 | ヨッヘン・マス                 | マクラーレン・フォード         | 1    | クラッチ       | 12       |          |
| Ret  | 34 | ハンス＝ヨアヒム・スタック     | マーチ・フォード               | 0    | アクシデント   | 17       |          |
| Ret  | 25 | ガイ・エドワーズ               | ヘスケス・フォード             | 0    | アクシデント   | 25       |          |
| DNQ  | 20 | ジャッキー・イクス             | ウルフ・ウィリアムズ・フォード |      |                |          |          |
| DNQ  | 13 | ディビナ・ガリカ               | サーティース・フォード         |      |                |          |          |
| DNQ  | 40 | マイク・ワイルズ               | シャドウ・フォード             |      |                |          |          |
| DNQ  | 33 | レラ・ロンバルディ             | ブラバム・フォード             |      |                |          |          |

- ファステストラップ - ニキ・ラウダ：1:19.91（41周目）※レース終了時点ではジェームス・ハントの1:19.82だったが、失格処分になったため取り消された[3]。
- ラップリーダー - ニキ・ラウダ（Lap 1 - 44）→ジェームス・ハント（Lap 45 - 76）

## 第9戦終了時点でのランキング
| 順位 | ドライバー             | ポイント |
| ---- | ---------------------- | -------- |
| 1    | ニキ・ラウダ           | 58       |
| 2    | ジェームス・ハント     | 35       |
| 3    | ジョディー・シェクター | 28       |
| 4    | パトリック・デパイユ   | 26       |
| 5    | クレイ・レガツォーニ   | 16       |

| 順位 | コンストラクター       | ポイント |
| ---- | ---------------------- | -------- |
| 1    | フェラーリ             | 61       |
| 2    | ティレル・フォード     | 41       |
| 3    | マクラーレン・フォード | 40 (41)  |
| 4    | リジェ・マトラ         | 10       |
| 5    | ペンスキー・フォード   | 9        |

- 注：ドライバー、コンストラクター共にトップ5のみ表示。チャンピオンシップには前半8戦中ベスト7戦、後半8戦中ベスト7戦がカウントされる。ポイントはチャンピオンシップにカウントされるポイント、括弧内は総獲得ポイント。ポイントと順位はレース終了時点のもの。